# 東弘明
東 弘明（あずま ひろあき、1992年2月20日 - ）は、滋賀県近江八幡市出身の元プロ野球選手（内野手）。右投右打。NPBでは育成選手であった。

## 経歴
八日市南高等学校から、四国アイランドリーグplusの徳島インディゴソックスに入団し、4年間プレー。2013年には遊撃手としてベストナインにも選ばれた。
2013年のドラフト会議においてオリックス・バファローズから育成1位指名を受け、入団。背番号は106。
2014年10月25日、入団から1年で戦力外通告を受けた。10月31日、自由契約公示された。
2015年より、軟式野球チームに所属した。
現役引退後は野球塾を運営。兵庫県や奈良県で指導を行っている。また、兵庫県西宮市などを活動拠点とする中学硬式野球チーム「STPベースボールクラブ」の監督も務める。

## 詳細情報

### 年度別打撃成績
- 一軍公式戦出場なし

### 独立リーグでの打撃成績
以下の数値は四国アイランドリーグplusウェブサイト掲載の各シーズン選手成績による。
| 年 度     | 球 団     | 試 合 | 打 席 | 打 数 | 得 点 | 安 打 | 二 塁 打 | 三 塁 打 | 本 塁 打 | 打 点 | 三 振 | 四 球 | 死 球 | 犠 打 | 犠 飛 | 盗 塁 | 打 率 | 長 打 率 | 出 塁 率 |
| --------- | --------- | ----- | ----- | ----- | ----- | ----- | -------- | -------- | -------- | ----- | ----- | ----- | ----- | ----- | ----- | ----- | ----- | -------- | -------- |
| 2010      | 徳島      | 73    | 222   | 192   | 22    | 49    | 9        | 2        | 0        | 17    | 29    | 13    | 1     | 15    | 1     | 5     | .255  | .323     | .304     |
| 2011      | 徳島      | 61    | 196   | 168   | 25    | 44    | 5        | 2        | 1        | 21    | 28    | 15    | 1     | 8     | 4     | 5     | .262  | .333     | .319     |
| 2012      | 徳島      | 63    | 255   | 213   | 23    | 43    | 10       | 2        | 0        | 18    | 47    | 29    | 2     | 9     | 2     | 6     | .202  | .268     | .301     |
| 2013      | 徳島      | 78    | 353   | 305   | 42    | 75    | 8        | 1        | 1        | 29    | 39    | 32    | 3     | 12    | 1     | 10    | .246  | .289     | .323     |
| 通算：4年 | 通算：4年 | 275   | 1026  | 878   | 112   | 211   | 32       | 7        | 2        | 85    | 143   | 79    | 7     | 44    | 8     | 26    | .240  | .300     | .306     |

### 背番号
- 52 （2010年 - 2013年）
- 106 （2014年）